# Ghiacciaio Skallen
Il ghiacciaio Skallen è un ghiacciaio situato sulla costa del Principe Harald, nella Terra della Regina Maud, in Antartide. Il ghiacciaio si trova in particolare nel versante orientale delle colline Skallen, dove scorre verso nord fino a entrare nella baia di Lützow-Holm.

## Storia
Il ghiacciaio Skallen è stato mappato e così battezzato da cartografi giapponesi grazie a fotografie aeree scattate nel corso della spedizione giapponese di ricerca antartica svoltasi tra il 1957 e il 1962, e così battezzato per la sua prossimità alle già citate colline Skallen, che devono il proprio nome all'espressione norvegese Skallen, letteralmente "teschio", nome probabilmente dovuto al profilo che le colline assumevano una volta disegnate sulle mappe dai cartografi norvegesi che per primi le rappresentarono.